# Союз правых за республику
Сою́з пра́вых за респу́блику (фр. Union des droites pour la République, UDR) — правоцентристская политическая партия во Франции. Её будущие члены, участники выборов в Национальное собрание в 2024 году, были идентифицированы Министерством внутренних дел как Сою́з ультра́правых (фр. Union de l'extrême droite, UXD). Руководство партии было несогласным с таким наименованием.

Логотип движения «Направо! Друзья Эрика Сьотти»

Первоначально заявила о себе как ассоциация «Напра́во! Друзья Эри́ка Сьотти́» ( À droite! Les Amis d'Éric Ciotti, ÀD!), являвшаяся скорее фракцией традиционно правых внутри голлистских партий «Союз за народное движение», а позже «Республиканцы». Была зарегистрирована 3 сентября 2012 года. На выборах лидера партии в том году примкнуло к сторонникам проигравшего тогда Франсуа Фийона, бывшего премьер-министра Франции. Сьотти был руководителем его предвыборной кампании.

## История
На одной из очередных встреч движения в 2021 году Сьотти призвал присоединиться к нему всех, кто ностальгирует по стилю правления Фийона. Результатом использования в этих целях базы данных «Республиканцев» стало от 300 до 400 новых запросов на вступление в ассоциацию.
В том же году Сьотти заявил о своей готовности участвовать в президентской гонке, но по итогам внутрипартийных выборов победила более умеренная Валери Пекресс, создательница либерального движения «Будем свободны». Его недовольство усилило конфликт с однопартийцами, однако уже в 2022 году он стал лидером «Республиканцев». В СМИ стали обсуждать радикализацию правых, личность самого Сьотти — его близость по вопросам миграционной политики к Марин ле Пен, но на него возлагалась надежда вернуть голлистам былую славу.
11 июня 2024 года Сьотти, не спросив своих однопартийцев, за неделю до конца подачи списков на участие в досрочных парламентских выборах заявляет о заключении союза с «Национальным объединением» в них.  Было выставлено более 60 кандидатов, против которых не было кандидатов от партии Жордана Борделлы, однако только небольшая часть из них была приверженцами «Республиканцев», пошедших в итоге на выборы самостоятельно. Кандидатом была и Марион Марешаль, племянница Марин ле Пен.
Вследствие этого кризиса Сиотти был исключён из своей партии. В нижнюю палату прошли 16 депутатов, не вошедших ни во фракцию «Республиканцев», ни во фракцию «Национального объединения». Была образована собственная парламентская группа — «Направо!», переименованная позже в «Союз правых за республику», указывая на неизменную приверженность голлистским идеалам — французская аббревиатура UDR полностью совпадает с сокращённым наименованием основанной Шарлем де Голлем партии Союз демократов в поддержку республики (фр. Union des démocrates pour la République).
31 августа 2024 года было объявлено о создании полноценной партии, дабы прекратить политический кризис в голлистской среде.